# Potentilla ananassa
Potentilla ananassa là loài thực vật có hoa trong họ Hoa hồng. Loài này được (Duchesne ex Rozier) Mabb. mô tả khoa học đầu tiên năm 2002.